# 3ème Arrondissement (Cotonou)
Das 3ème Arrondissement ist ein Arrondissement im Departement Littoral in Benin. Es ist eine Verwaltungseinheit, die der Gerichtsbarkeit der Kommune Cotonou untersteht und selbst ein Teil des beninischen Hauptortes Cotonou ist. Gemäß der Volkszählung von 2013 hatte das 3ème Arrondissement 69.991 Einwohner, davon waren 33.640 männlich und 36.351 weiblich.

## Geographie
Als Teil der Stadt Cotonou liegt das Arrondissement im Süden des Landes nahe am Atlantik.
Das 3ème Arrondissement setzt sich aus 13 Stadtteilen zusammen:
1. Adjégounlè
2. Adogléta
3. Agbato
4. Agbodjèdo
5. Ayélawadjè
6. Ayélawadjè Agongomè
7. Fifatin
8. Gbénonkpo
9. Hlacomey
10. Kpankpan
11. Midombo
12. Sègbèya Nord
13. Sègbèya Sud